# George W. Casey Jr.
George William Casey Jr., född 21 juli 1948 i Sendai, Japan, är en pensionsavgången amerikansk general i USA:s armé, vars sista befattning var som USA:s arméstabschef från den 10 april 2007 till den 10 april 2011. 
Han har tidigare tjänstgjort som vice arméstabschef (Vice Chief of Staff of the Army). Från juli 2004 hade general Casey befälet över den multinationella styrkan i Irak men ersattes 2007 av general David H. Petraeus. 
Caseys far var generalmajor George William Casey som stupade i strid under Vietnamkriget. Casey tog en bachelorexamen i internationella relationer från Edmund A. Walsh School of Foreign Service vid Georgetown University i Washington DC och en masterexamen från Graduate School of International Studies vid University of Denver. Han erhöll sin officersfullmakt genom ROTC.
Han var assisterande divisionsbefälhavare, senare assisterande divisionsbefälhavare (understöd), 1st Armored Division (1AD) i Tyskland och tjänstgjorde under Operation Joint Endeavor i Bosnien och Hercegovina från juli 1996 – augusti 1997. Medan den då brigadgeneral Casey tjänstgjorde som assisterande divisionsbefälhavare (understöd) för the 1st Armored Division så baserades han i Slavonski Brod, Kroatien. Han hade senare befälet över 1st Armored Division från juli 1999 – juli 2001.
General Casey har också tjänstgjort som Director of Strategic Plans and Policy, J-5, vid samfällda staben (The Joint Staff) från oktober 2001 - januari 2003 och den senaste tilldelade jobbet som chef för den samfälla staben (Director of The Joint Staff) i Washington, D.C. mellan januari och oktober 2003.